# Asthenotricha psephotaenia
Asthenotricha psephotaenia är en fjärilsart som beskrevs av Louis Beethoven Prout 1935. Asthenotricha psephotaenia ingår i släktet Asthenotricha och familjen mätare. Inga underarter finns listade i Catalogue of Life.